# Øse (redskab)
 For alternative betydninger, se Øse. (Se også artikler, som begynder med Øse)
Øse er et redskab, hvormed man kan trække væske op fra en beholder. Øsens beskaffenhed kan være af forskellige materialer, f.eks. metal eller træ.